# Alexander Melville Bell

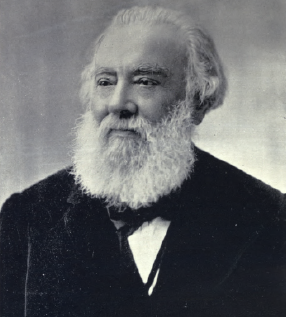
Alexander Melville Bell, vor 1892

Alexander Melville Bell (* 1. März 1819 in Edinburgh (Schottland); † 7. August 1905 in Washington, D.C.) war ein britischer Forscher auf dem Gebiet der physiologischen Phonetik und Autor zahlreicher Bücher über Vortragskunst. Als Professor der Rede- und Vortragskunst entwickelte er das erste universale phonetische Schriftsystem, eine Lautschrift bzw. ein phonetisches Alphabet, das er Visible Speech nannte. Er gilt zusammen mit Alexander John Ellis und Isaak Pitman als einer der Begründer der Englischen Schule der modernen Phonetik. In Deutschland wurden seine Werke insbesondere seit den 1880er Jahren rezipiert.
Er war der Vater von Alexander Graham Bell.

## Leben
Er studierte unter seinem Vater, Alexander Bell, einem bekannten Rhetoriker und Vortragskünstler, und wurde zu dessen wichtigstem Assistenten. Er lehrte von 1843 bis 1865 über Rede- und Vortragskunst an der University of Edinburgh und von 1865 bis 1870 an der University of London. 1868 sowie 1870 und 1871 unterrichtete er am Lowell Institute in Boston.
1870 wurde er Dozent für Philologie am Queen’s College in Kingston (Ontario) (Kanada), bevor er 1881 nach Washington ging. Dort widmete er sich ganz dem Unterricht von Taubstummen, wofür er 1867 eine Lautschrift entwickelt hatte, die er Visible Speech („sichtbare Sprache“) nannte.
Bell starb 1905 im Alter von 86 Jahren und wurde auf dem Rock Creek Cemetery in Washington begraben.

## Publikationen
- Steno-Phonography (1852)
- Letters and Sounds (1858)
- The Standard Elocutionist (1860)

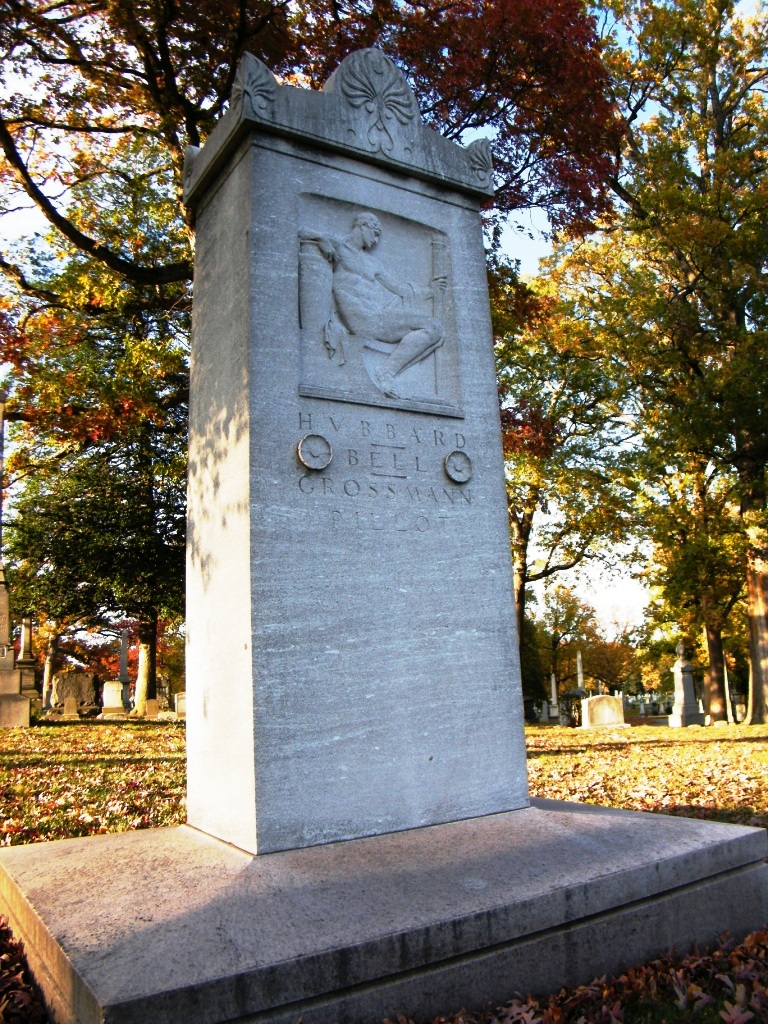
Hubbard Bell-Grossman Pillot Memorial, wo Bell begraben liegt, am Rock Creek Cemetery in Washington, D.C.

- Principles of Speech and Dictionary of Sounds (1863)
- Visible Speech: The Science of Universal Alphabetics (1867)
- Sounds and their Relations (1881)
- Lectures on Phonetics (1885)
- A Popular Manual of Visible Speech and Vocal Physiology (1889)
- World English: the Universal Language (1888)
- The Science of Speech (1897)
- The Fundamentals of Elocution (1899)